# Gabro
Gabro je temna, grobo zrnata intrutzivna mafična magmatska kamnina, ki je sestavljena večinoma iz bazičnih plagioklazov in monoklinskih piroksenov (klinopiroksenov). Bazični plagioklaz je lahko labradorit ali bitovnit, včasih tudi anortit. Kamnina je zeleno sive, temno zelene, zelene, včasih tudi črne barve. Gabro spada pod gabrsko skupino glede na klasifikacijo magmatskih kamnin.
Gabro je tipična kamnina srednje stopnje frakcioniranja bazaltnih magm, zato se najpogosteje pojavlja v obliki slojevitih intruzij, debelejših diferenciranih silov in manjših intruzij.
Večina oceanske skorje je zgrajena iz gabra, ki je nastal z bazaltnim magmatizmom na srednjeoceanskih grebenih.
Ime gabro (gabbro) je nastalo iz imena enega od njegovih nahajališč v Toskani. Naziv, ki dobesedno pomeni gladek ali raven, so prvi uporabljali kamnoseki v Firencah, v petrografijo pa ga je uvedel nemški geolog Christian Leopold von Buch leta 1810.

## Petrologija
Gabro je gosta kamnina, ki vsebuje minerale piroksenov, bazične plagioklaze, amfibolov (rogovače) in olivina, v majhnih količinah pa vsebujejo tudi biotit, kremen ter ortoklaz. Gabro z veliko vsebnostjo olivina je olivinski gabro.
Pirokseni so večino monklinski, lahko pa vsebuje tudi manjše količine rombičnih piroksenov. Če je vsebnost rombičnih piroksenov bistveno večja od vsebnost monoklinskih, se kamnina imenuje norit (hiperstenov gabro). Poznani so tudi kremenasti gabri, ki so nastali verjetno iz magem, prenasičenih s silicijevim dioksidom.  Eseksiti so gabri, ki so nastali iz magem, podnasičenih s silicijevim dioksidom. Takšen je na primer mineral nefelin, ki spada pod glinenčeve nadomestke- foide. Gabri vsebujejo tudi majhne količine (nekaj odstotkov) železovih titanovih oksidov, na primer magnetita, ilmenita in ulvospinela.
Gabro je na splošno grobo zrnat z velikostjo kristalov 1 mm ali več, lahko pa je tudi zelo grobo zrnat. Fino zrnata različica gabra je diabaz.
Gabro ima običajno ekvigranularno teksturo. Pojavlja se tudi porfiritna tekstura, posebno če so oikokristali ortoklaza zrasli pred minerali osnovne mase.

### Čizlakit
"Pri Cezlaku nad Oplotnico na Pohorju nastopa v tonalitu globočnina Čizlakit (eng. Cizlakite), ki jo sestavljajo v glavnem avgit, rogovača in plagioklazi. Kamenino je temeljito mikroskopsko in kemično preiskal prof.  Nakitin in pri tem ugotovil, da kaže posebnosti, zaradi katerih ji je predlagal novo ime - čizlakit. Pri tem se je opiral predvsem na sistem CIPW, po katerem ustreza čizlakitu posebna formula." (Faninger Ernest, Geologija, Čizlakit v novejši petrografski klasifikaciji, 1965, letnik 8, str.: 263)
"Na splošno lahko trdimo, da se čizlakit glede femične komponente še najbolj ujema s hornblenditi in pirokseniti, loči pa se od njih zaradi nasičenosti s kremenico, kar ga približuje dioritni skupini. Dioritni skupini se čizlakit približuje tudi glede sestave normativnih plagioklazov. Zato lahko tudi po preiskavi čizlakita s parametri Zavarickega ugotovi, da je čizlakit v bistvu diorit-piroksenit, ki se pa bolj približuje piroksenitom kot dioritom." (Faninger Ernest, Geologija, Čizlakit v novejši petrografski klasifikaciji, 1965, letnik 8, str.: 266).

## Nahajališča
Gabro je lahko enolična masivna intruzija, ki je nastala z in situ kristalizacijo piroksena in plagioklaza, ali kumulat v slojasti intruziji, ki je nastal z vsedanjem piroksena in plagioklaza. Kumulatni gabri se bolj pravilno imenujejo piroksensko-plagioklazni ortokumulati.
Gabro je bistven sestavni del oceanske skorje in se nahaja v mnogih ofiolitnih kompleksih. Dolgi pasovi intruzij gabra so značilni za robove oceanskih brazd, kjer so  vrinjeni  v njihove stene.
Največji masiv gabra s površino 6100 km² je v Minnesoti (ZDA). Nahaja se tudi v Kanadi, Baltskem ščitu v Skandinaviji,  na polotoku Kola in Uralu (Ruska federacija), Ukrajini, Zakavkazju, Škotski in Franciji.

## Uporaba
Gabro pogosto vsebuje precejšnje količine kroma, niklja, kobalta, zlata, platine in bakrovih sulfidov.
Nekatere vrste gabra s trgovskim imenom črni granit se uporabljajo za oblaganje fasad in tal in za nagrobne plošče.